# 谷川多佳子
谷川 多佳子（たにがわ たかこ、1948年1月10日 - ）は、日本の哲学者、筑波大学名誉教授。デカルト、ライプニッツなど近世哲学が専門。

## 人物・来歴
東京都文京区生まれ。旧姓・金丸。1972年東京外国語大学フランス語科卒、1979年パリ第1大学大学院哲学研究科近代思想修了、哲学博士。1980年札幌医科大学助教授、1985年流通経済大学助教授、1990年筑波大学教授。93年「デカルト研究 理性の境界と周縁」で筑波大学より博士（文学）の学位を取得。2012年定年退任、名誉教授。

## 著書

### 単著
- 『デカルト研究：理性の境界と周縁』岩波書店、1995年
- 『デカルト『方法序説』を読む』岩波セミナーブックス、2002年 / 岩波現代文庫、2014年
- 『主体と空間の表象：砂漠・エクリチュール・魂』法政大学出版局〈《思想・多島海》シリーズ〉、2009年
- 『メランコリーの文化史：古代ギリシアから現代精神医学へ』講談社選書メチエ、2022年

### 共著・解説
- Phantasia〜Imaginatio,  Atti a cura di M.Fattori e M.Bianchi, Edizioni dell’Ateneo, 1988
- 『フランシス・ベイコン研究』花田圭介 編、御茶の水書房、1993年
- Critique et différence, Société tunisienne des études philosophiques, 1996 ISBN 9973-9921-0-5
- 『習俗：生き方の探求』C.P.デュクロほか、国書刊行会〈十八世紀叢書〉、2001年
- 『真理の探究：17世紀合理主義の射程』村上勝三 編、知泉書館、2005年
- 『ライプニッツを学ぶ人のために』酒井潔・佐々木能章 編、世界思想社、2009年
- 『貢献する心：ヒトはなぜ助け合うのか』上田紀行・瀬名秀明・大武美保子・長谷川眞理子・大橋力 共著、工作舎、2012年、ISBN 978-4-87502-442-2
- 『ライプニッツのデカルト批判』下、Y.ベラヴァル、法政大学出版局、2015年
- Fortune de la philosophie cartésienne au Japon, Pierre Bonneels et Jaime Derenne dir., Classiques Garnier, 2017
- 『知の古典は誘惑する』小島毅 編、岩波書店、2018年
- 『テクストとイメージ』マリアンヌ・シモン＝及川 編、水声社、2018年
- 『懐疑主義と信仰：ボダンからヒュームまで』G.パガニーニ、知泉書館、2020年

### 翻訳
- M.サンドライユ『病の文化史』上、中川米造ほか 監修、リブロポート、1984年
- 『医と病い』二宮宏之ほか 編、新曜社〈叢書・歴史を拓く『アナール』論文選；3〉、1984年 / 新版：藤原書店、2011年
- G.ディディ＝ユベルマン『アウラ・ヒステリカ：パリ精神病院の写真図像集』和田ゆりえ 共訳、リブロポート、1990年
  - 改題『ヒステリーの発明：シャルコーとサルペトリエール写真図像集』みすず書房、2014年
- マリナ・ヤグェーロ『言語の夢想者：一七世紀普遍言語から現代SFまで』江口修 共訳、工作舎、1990年、ISBN 978-4-87502-173-5
- ヤニク・リーパ『女性と狂気：19世紀フランスの逸脱者たち』和田ゆりえ 共訳、平凡社、1993年
- 『ライプニッツ著作集』岡部英男・福島清紀 共訳、工作舎
  - 第4巻「認識論」1993年、ISBN 978-4-87502-221-3
  - 第5巻「人間知性新論」1995年、ISBN 978-4-87502-253-4
- 『ライプニッツ著作集』第Ⅱ期第1巻「哲学書簡」第1部第6章「ベールとの往復書簡」池田真治・谷川雅子 共訳、工作舎、2015年、ISBN 978-4-87502-463-7
- フランソワーズ・ルヴァイアン『記号の殺戮』太田泰人・千葉文夫・広田治子 共訳、みすず書房、1995年
- デカルト『方法序説』岩波文庫、1997年
- デカルト『情念論』岩波文庫、2008年
- ブロック『唯物論』津崎良典 共訳、白水社〈文庫クセジュ〉、2015年
- ライプニッツ 『モナドロジー 他二篇』岡部英男 共訳、岩波文庫、2019年

## 論文
- 谷川多佳子